# رحلة لاودا للطيران رقم 4
لاودا للطيران الرحلة 4 طائرة بوينغ 767-309ZER كانت تحمل علي متنها 213 راكبا و10 من أفراد الطاقم ومتجهة من هونغ كونغ إلى فيينا عبر بانكوك في 26 مايو 1991 وقد واجهت الطائرة عطل ميكانيكي متفكك ناجم عن عاكس الدفع وقد تحطمت الطائرة في حديقة فو توي الوطنية في محافظة سوفانبوري في تايلاند ممأ أدي إلى مقتل جميع الركاب والطاقم البالغ عددهم 223 شخصا.